# Sinomicrurus hatori
Sinomicrurus hatori là một loài rắn trong họ Rắn hổ. Loài này được Takahashi mô tả khoa học đầu tiên năm 1930.